# 库尔瑟蒙
库尔瑟蒙（法語：Courcemont，法語發音：[kuʁsəmɔ̃]）是法国萨尔特省的一个市镇，属于马梅尔斯区。

## 地理
库尔瑟蒙（48°10'24"N, 0°21'8"E）面积19.26 平方千米，位于法国卢瓦尔河地区大区萨尔特省，该省份为法国西北部内陆省份，北起顺时针与奥恩省、厄尔-卢瓦省、卢瓦-谢尔省、安德尔-卢瓦尔省、曼恩-卢瓦尔省和马耶讷省接壤，是法国大西部的入口，连接卢瓦尔河谷、布列塔尼和巴黎盆地。
与库尔瑟蒙接壤的市镇（或旧市镇、城区）包括：圣艾尼昂、博费、布里奥讷莱萨布勒、梅济耶尔叙蓬图安、巴隆-圣马尔。

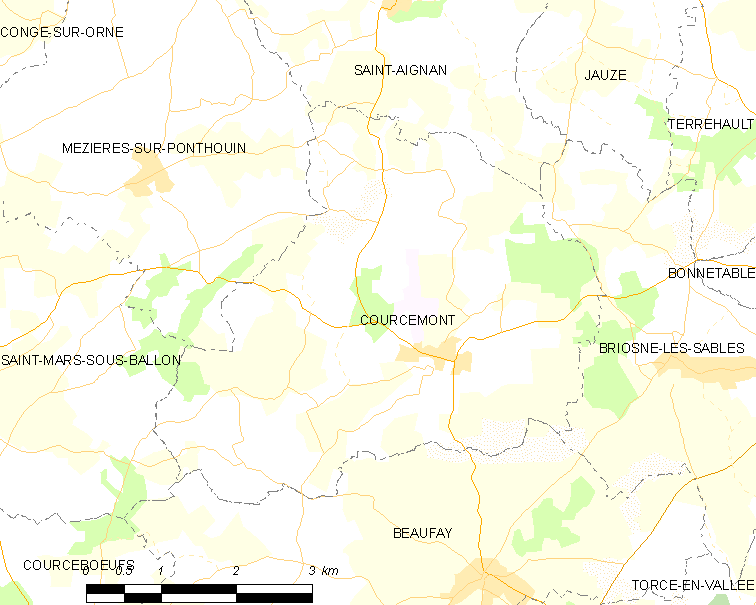
库尔瑟蒙的OSM定位图

库尔瑟蒙的时区为UTC+01:00、UTC+02:00（夏令时）。

## 行政
库尔瑟蒙的邮政编码为72110，INSEE市镇编码为72101。

## 政治
库尔瑟蒙所属的省级选区为博内塔布勒县。

## 人口

1962-2008年间库尔瑟蒙人口变化图示

库尔瑟蒙于2022年1月1日时的人口数量为670人。